# Soroveta ambigua
Soroveta ambigua är en gräsväxtart som först beskrevs av Maxwell Tylden Masters, och fick sitt nu gällande namn av Hans Peter Linder och C.R.Hardy. Soroveta ambigua ingår i släktet Soroveta och familjen Restionaceae. Inga underarter finns listade i Catalogue of Life.